# Al-Muʿtazz

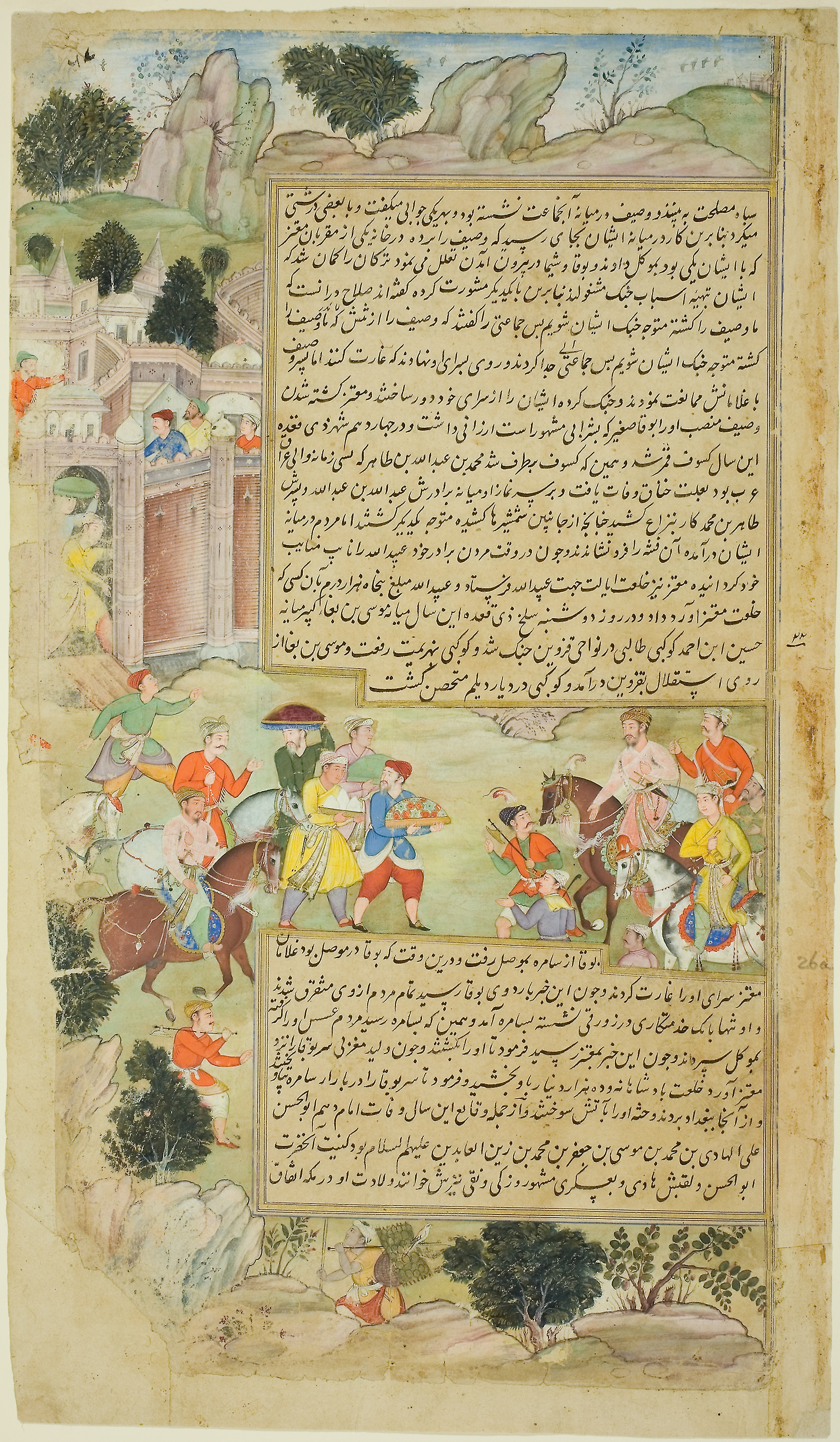
al-Muʿtazz bringt Geschenke an Abdulla ibn Abdulla – im Manuskript Tarich-i Alfi

Abū ʿAbdallāh Muhammad ibn Dschaʿfar (arabisch أبو عبد الله محمد بن جعفر, DMG Abū ʿAbdallāh Muḥammad ibn Ǧaʿfar * 847; † 869), mit dem Thronnamen al-Muʿtazz bi-Llāh (arabisch المعتز بالله ‚der durch Gott Gefestigte‘), war der dreizehnte Kalif der Abbasiden (866–869).

## Geschichte
Al-Muʿtazz bi-Llāh wurde 865 in Samarra von türkischen Truppen als Kalif eingesetzt, als Kalif al-Musta'in (862–866) nach Bagdad geflohen war, um sich dem türkischen Einfluss zu entziehen. Nachdem die türkischen Truppen al-Musta'in zur Kapitulation und Abdankung gezwungen hatten, wurde al-Muʿtazz allgemein als neuer Kalif anerkannt. Später ließ er seinen Vorgänger trotz Sicherheitszusagen ermorden.
Allerdings konnte sich al-Muʿtazz bei seiner Herrschaft nur auf die türkischen Truppen stützen, da die Tahiriden in Chorassan und die Araber während des Bürgerkriegs al-Musta'in unterstützt hatten. Um diese starke Abhängigkeit von den Türken zu verringern, versuchte er, die türkischen Befehlshaber gegeneinander auszuspielen. Allerdings verlor er damit Ansehen und Autorität.
Da wegen der Machtkämpfe in Samarra die Statthalter in den Provinzen an Autonomie oder sogar Unabhängigkeit gewannen (siehe: Tuluniden), verschärfte sich die Finanzsituation für al-Muʿtazz. Als die Soldforderungen der türkischen Truppen nicht mehr befriedigt werden konnten, wurde al-Muʿtazz im Juli 869 gestürzt und getötet. Als Nachfolger setzten die türkischen Militärs al-Muhtadi (869–870) ein.

## Familie
Eine seiner Ehefrauen war Fāṭima bint al-Faṭh ibn Chāqān, die Tochter von al-Faṭh ibn Chāqān, einem engen Vertrauten seines Vaters al-Mutawakkil.